# عودلاجان
عودلاجان یا اودلاجان یا لارجان از محله‌های قدیمی شهر تهران است که ساکنین آن در قدیم (در برهه ای) بیشتر یهودی بودند و از غرب به خیابان ناصرخسرو، از شرق به خیابان سیروس (مصطفی خمینی)، از شمال به امیر کبیر و از جنوب به ۱۵ خرداد محدود است و سه محله اصلی امامزاده یحیی، پامنار و ناصرخسرو را در بر می‌گیرد که از نظر تاریخی، به دلیل وجود بناهای تاریخی متعدد، بسیار غنی است.
عودلاجان همراه با محله‌های ارگ، سنگلج، بازار و چاله‌میدان، تهران اوایل عصر ناصری (پیش از ویران‌سازی حصار شاه‌تهماسبی و ساخت حصار ناصری) را شکل می‌دادند.
عودلاجان قدیم با ۲۶۱۹ خانه و ۱۱۴۶ دکان بزرگ‌ترین محله شهر و مرفه‌نشین بود.
محله عربها در گوشه شمال غربی محله عودلاجان، و کوچه شام بیاتی‌ها در شمال عودلاجان، کوچه خدابنده‌لو در غرب عودلاجان، همگی در محله‌های خوب و به اصطلاح سرآب قراردارند.

## تاریخچه
ساکنان این محله در قدیم بیشتر کلیمی بوده‌اند. زرتشتیانی نیز در این محله سکونت داشتند. همچنین برخی از مشاهیر تاریخ معاصر ایران مانند خاندان قوام الدوله، خاندان مستوفی، نصیرالدوله بدر تاجر ثروتمند و نخستین وزیر فرهنگ دوره پهلوی، سید حسن مدرس، نماینده مجلس شورای ملی و چهره نامدار مشروطیت در عودلاجان ساکن بودند.
خانه‌های پراتاق این محله در عرف عوام به خانه قمر خانم معروف بوده است.
مردم بومی عودلاجان از روستای کهنه‌لاجان شهرستان پیرانشهر در شمال‌غرب ایران به نقطه کنونی مهاجرت کردند که پس از سکونت در این محله، همچنان به یاد روستای قدیمی خود بودند و نمی‌خواستند ریشه‌هایشان فراموش شود. از این رو، آن‌ها نام این محله جدید را به افتخار زادگاه خود، «عود لاجان» گذاشتند، به معنی «بازگشت به لاجان» زیرا امیدوار بودند که روزی اصلیت خود را در همان روستا بازیابند و به آنجا بازگردند، با این حال آنها در این محله ماندگار شدند و امروزه بخشی از مردم تهران محسوب می‌شوند. هم‌اکنون تشخیص بومی از غیر بومی در این محله ممکن نمی‌باشد.

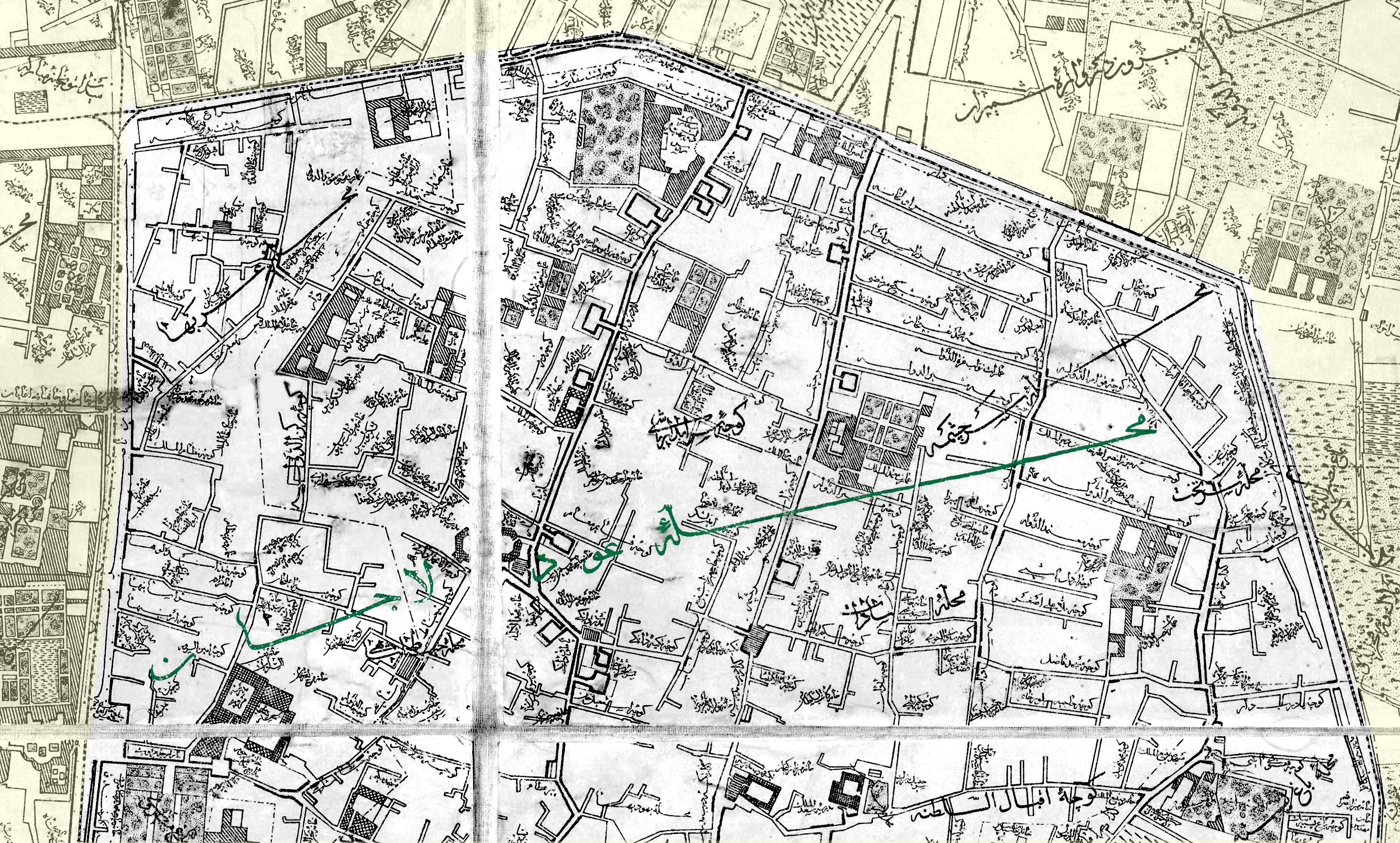
محله عودلاجان در دوره ناصری

عودلاجان از مناطق اعیان‌نشین تهران در دوره قاجار بوده است و همپای بازار وفاداری بیشتری را به مذهب و روحانیت بروز می‌دادند. این را می‌توان از وجود ۱۶ مسجد و مدرسه در این کوچک‌ترین محله تهران دریافت و این که طبق اسناد به جا مانده از دوره قاجار، بیشترین آمار روضه خوانی، زیارت نامه خوانی و تعزیه گردانی در آن به چشم می‌آمد. محله‌ای با باغات و خانه‌های باشکوه بسیار. خانه مدرس و باغ ملک‌الشعرا و کاخ گلستان و عمارت مسعودیه در این منطقه جای گرفته‌اند.
عودلاجان تا اواسط دوره پهلوی اعتبار اجتماعی خود را حفظ کرد. اما پس از دگرگونی‌های بزرگ اجتماعی و شهری که در دهه ۱۳۴۰ رخ داد، به تدریج از اهمیتش کاسته شد. آنچه اکنون محله عودلاجان را به شدت تحت فشار قرار داده است، گسترش بازار در تمامی اضلاع محله است. این روند باعث شده که عودلاجان از یک محله اعیان‌نشین عمدتاً تبدیل به انباری برای بازار شود و برخی خانه‌های قدیمی و فاقد مالک آن جایگاه معتادان و افراد خطرناک شود.
در سال ۱۳۵۶، کیوان خسروانی معمار ایرانی برای اعتراض به تخریب بافت شهری عودلاجان به بهانهٔ نوسازی، نمایشگاهی از کروکی‌هایش را از محله‌های و بناهای ویران شدهٔ ایران در این محلهٔ قدیمی تهران برگزار کرد.

## نام

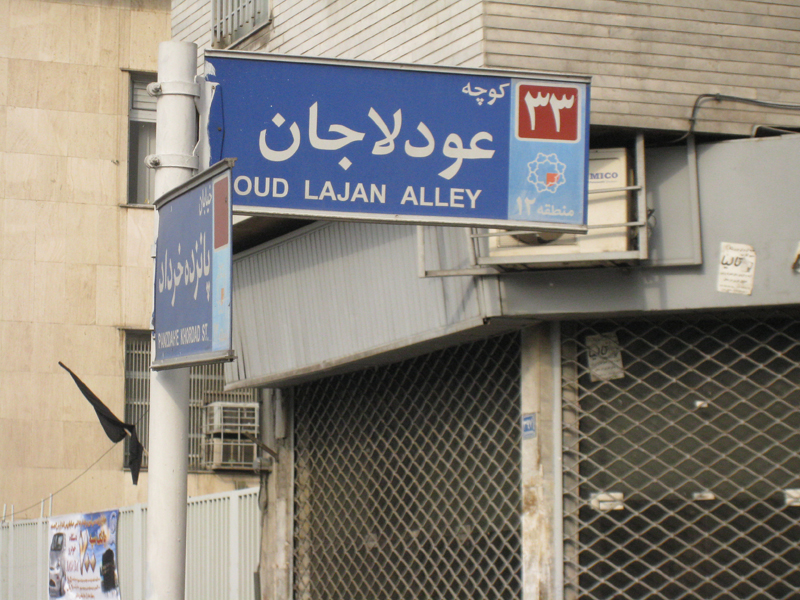
تابلوی ورودی کوچهٔ عودلاجان از جنوب این محله در خیابان ۱۵ خرداد

نام اودلاجان را تغییریافته آو-لاجون که در گویش بومی تهران به معنی «جای تقسیم آب» است می‌دانند. برخی نیز نام این محله را تلفظ «عبدالله جان» به لهجه کلیمیان دانسته‌اند.
در نظریه ای دیگر، معنای عودلاجان را «مناره آتش» دانسته‌اند. واژه لاج یا همان لاخ یا همان لاق، در فارسی باستان مادی و هخامنشی، به معنای انباشته، لایه مند، برج و مانند آن (مانند مناره) بوده است.
واژه عود هم (هم در فارسی و هم در آذری) دگر شکل «اوت و آت و آتش» است؛ لذا واژه عودلاجان به معنای «برج آتش، یا همان مناره» است. واژه آتش لاخ را در منابع ادبی فارسی کهن هم داریم. یک مناره کهن باستانی (حداقل از عصر سلجوقی و شاید قدیمتر) در محله پامنار قرار داشته که بعدها در عصر صفوی هم بازسازی شده است.
این تک مناره‌ها و پامنارها در شهرهای مرکزی ایران مانند تهران، قم، اصفهان و … در بافت کهن و هسته و قلب شهر یافت می‌شود و احتمالاً علاوه بر کاربرد آئینی در دوران هخامنشی تا ساسانی، «نشانِ ناحیه مسکونی و علامت شهر از دور» بوده است.
واژهٔ بالیغ، بالک و بالوق در ترکی (به معنای شهر) هم ممکن است بی ارتباط با این ریشه کهن مادی-پارسی لاج/لاخ/لاق/لای نباشد. همین جزء لاج را در نام محله سنگلج به صورت «لج» مشاهده می‌کنیم.

## گذرهای عودلاجان
مسیو کرشیش معلم اتریشی مدرسه دارالفنون نقشه عودلاجان در دوران قاجار به ویژه در عهد ناصری را با تمام گذرها، کوچه‌ها و حتی بناها به تصویر می‌کشد. مسیو کرشیش اتریشی همراه با ذوالفقار بیک و تقی‌خان از شاگردان مدرسه دارالفنون شروع به نقشه‌برداری از تهران کردند و سرانجام موفق شدند نخستین نقشه تهران را در ۱۲۷۵ هجری قمری ترسیم کنند. تاریخ اتمام طراحی نقشه کرشیش جمادی الاول سال ۱۲۷۵ هجری قمری مطابق با سال ۱۸۵۵ میلادی و ۱۲۳۳ هجری شمسی است. در نقشه کرشیش ۲۰ کوچه و گذر عودلاجان به چشم می‌خورد:
گذر باغ نظام‌الدوله، گذر در حمام نواب، گذر شتر گلو، گذر مسجد حوض، گذر در مدرسه و کوچه‌های نظام العلما، سردار، سپهدار، شاهبیاتی، معین‌الملک، حاجی علی، آقا موسی تاجر، میرزا آقاجان، خدابنده‌لو، حاجی آقا بابا، آقا محمد محمود، سهراب خان، نقاره‌چی‌ها، هادی خان و محمدخان امیر تومان از جمله گذرها و کوچه‌های عودلاجان هستند.
تیمچه اکبریان (شماره ثبت ۱۳۶۰۱ در ۱۵ آبان ۱۳۸۴ در فهرست آثار ملی) با مرمت با نام جدید «سفره خانه سنتی طهرون قدیم»، یکی از تیمچه‌های قدیمی تهران است که در بازارچه عودلاجان روبه‌روی کوچه حکیم قرار دارد. این بنا، با قدمت ۲۶۰ سال، نخستین بانک و صرافی ایران بوده که به صورت بانک رهنی کار می‌کرده است. اصغر شعر باف از استادان مرمت و مرمت کار این اثر، قدمت آن را به دوره قاجاریه و متعلق به عصر فتحعلیشاه قاجار نسبت می‌دهد که توسط داود کلیمی اداره می‌شد و تا اوایل انقلاب نیز توسط همین شخص و با کاربری بانک مشغول به فعالیت بود.
نحوه کار بانک: اجناسی را که برای گرو می‌آوردند، از طریق سوراخی در کف طبقه همکف و در مجاورت دیوار، به صورت مخفیانه و دور از دید مردم، به زیر زمین انتقال می‌دادند. این بنا در قسمت غربی چهار طبقه و در قسمت شرقی دارای سه طبقه است.
در ورودی چوبی و بزرگ با کنده کاری‌های هنرمندانه‌ای به حیاطی می‌رسد که در قسمت میانی آن حوضی شمالی – جنوبی قرار دارد که به فضای صحن جهت و زیبایی خاصی داده است. فضای صحن اصلی هشت ضلعی است و از زیر زمین، آب انبار، طبقه همکف و اول تشکیل شده است. طبقه اول و همکف با حجره‌هایی احاطه شده است که به عنوان بانک از آن استفاده می‌شده است.
ساختمان تیمچه قرینه است، در قسمت جنوبی و شمالی دو سالن بزرگ و در طرفین اتاق‌های کوچکی قرار دارد. وجه تمایز ضلع شرقی و غربی اینست که اتاق‌های ضلع شرقی غلام گردشی داشته‌اند؛ یعنی، اتاق‌های ضلع شرقی به هم راه داشتند و هر اتاق دو در داشته که ارتباط آن را با اتاق‌های مجاور میسر می‌کرده است و غلام خانه می‌توانسته به تمامی اتاق‌ها دسترسی داشته باشد که به آن غلام گردشی می‌گفتند. اتاق‌های کوچک نیز با درهای چوبی و شیشه‌های رنگی، فضایی دلنشین را برای بیننده ایجاد کرده است.

## متولدان محله
- مرتضی مشفق کاظمی
- عبدالله مستوفی

## مرمت
مرمت و بازسازی بازارچه محله عودلاجان با مشارکت سازمان میراث فرهنگی، شهرداری تهران، و کسبه بازار صورت می‌پذیرد.
اصول کلی مرمت، حفظ شواهد تاریخی- معماری و بازسازی بدنه کلی بازار با تویزه و تاقهای چهار بخش بر اساس قالب ارجاع و همچنین رعایت حدود مالکیت کنونی بازار می‌باشد.

## نگارخانه

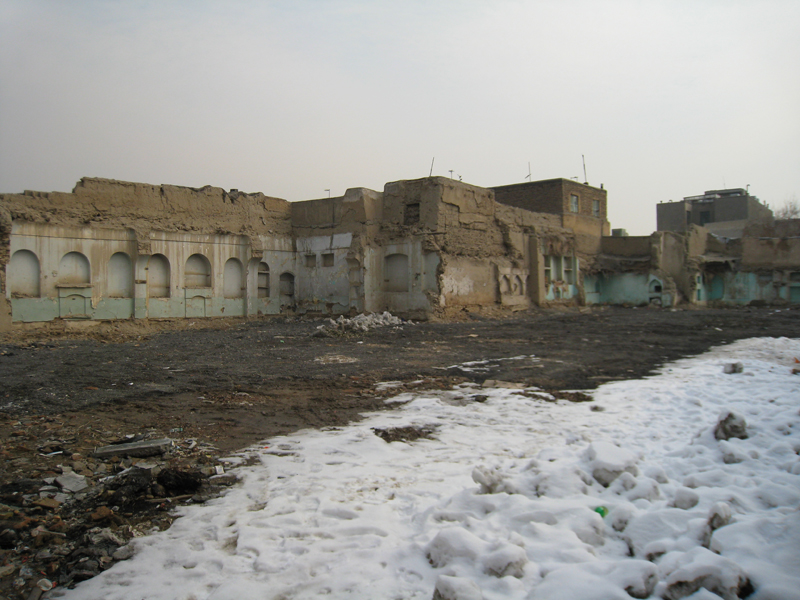
بقایایی ویران شدهٔ خانه اعیانی قدیمی
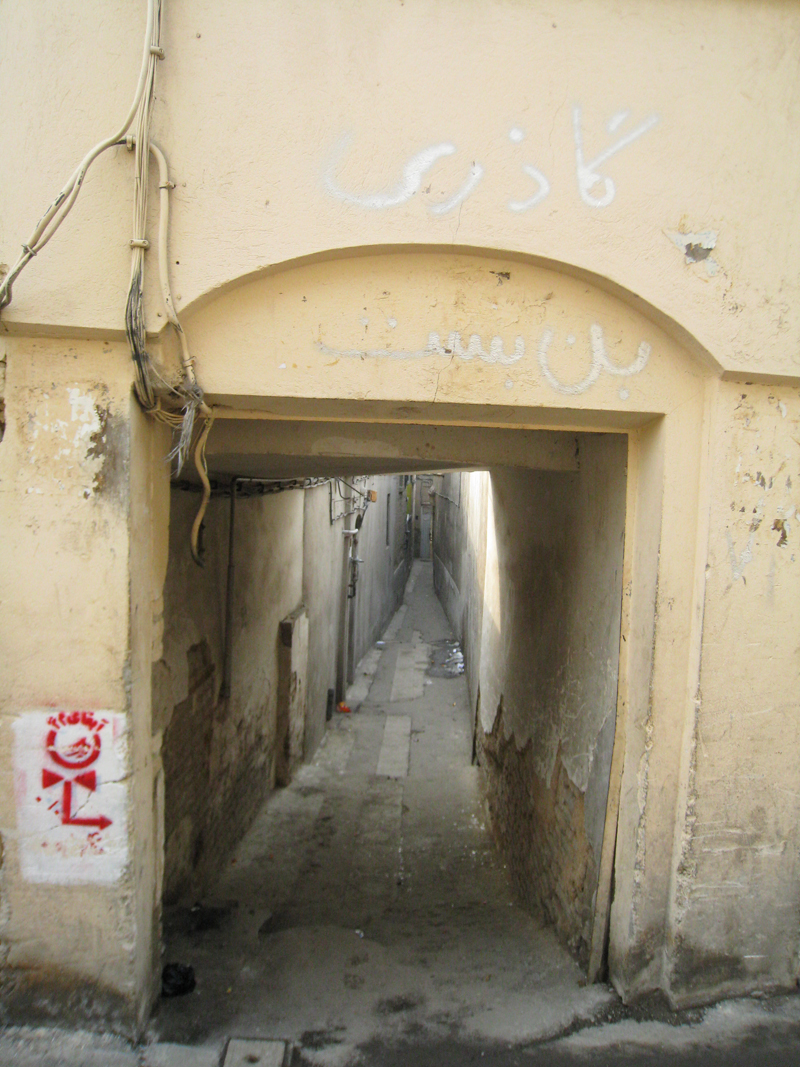
بن‌بست گاذری (احتمالا گازری به معنای رخت‌شویی)، نزدیک سه‌راه دانگی
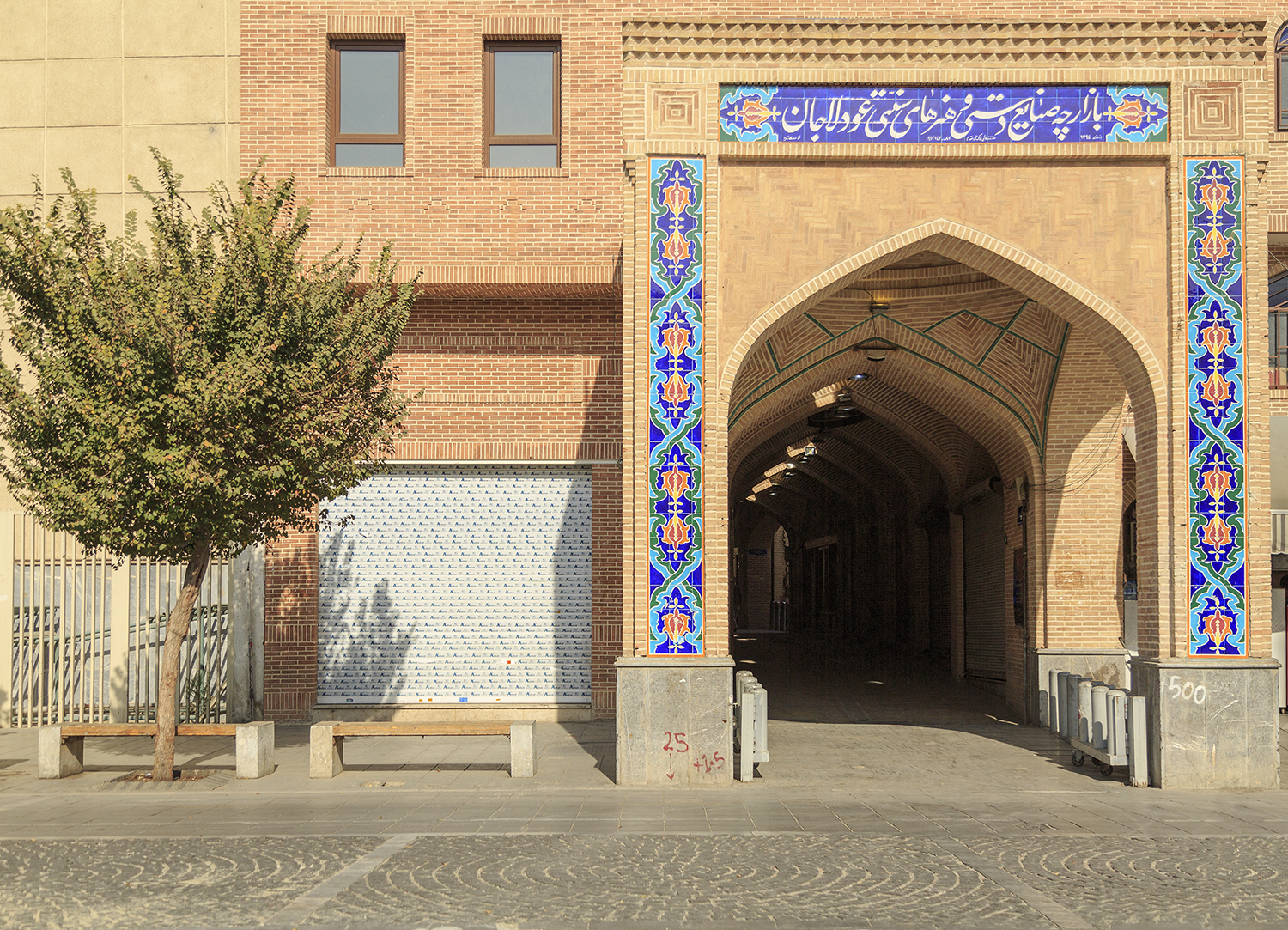
سردر بازارچه سنتی عودلاجان
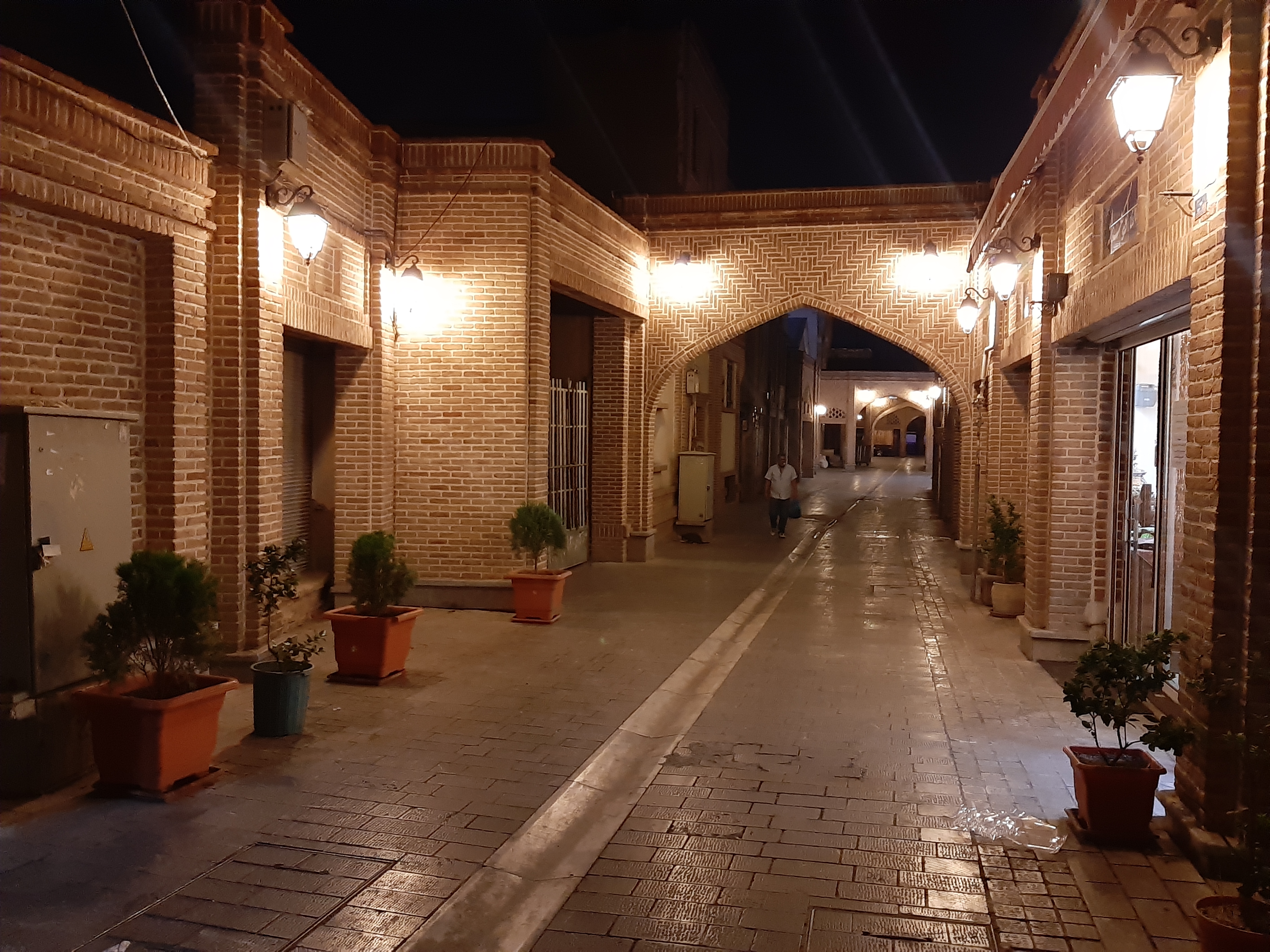
بازارچه سنتی عودلاجان در شب
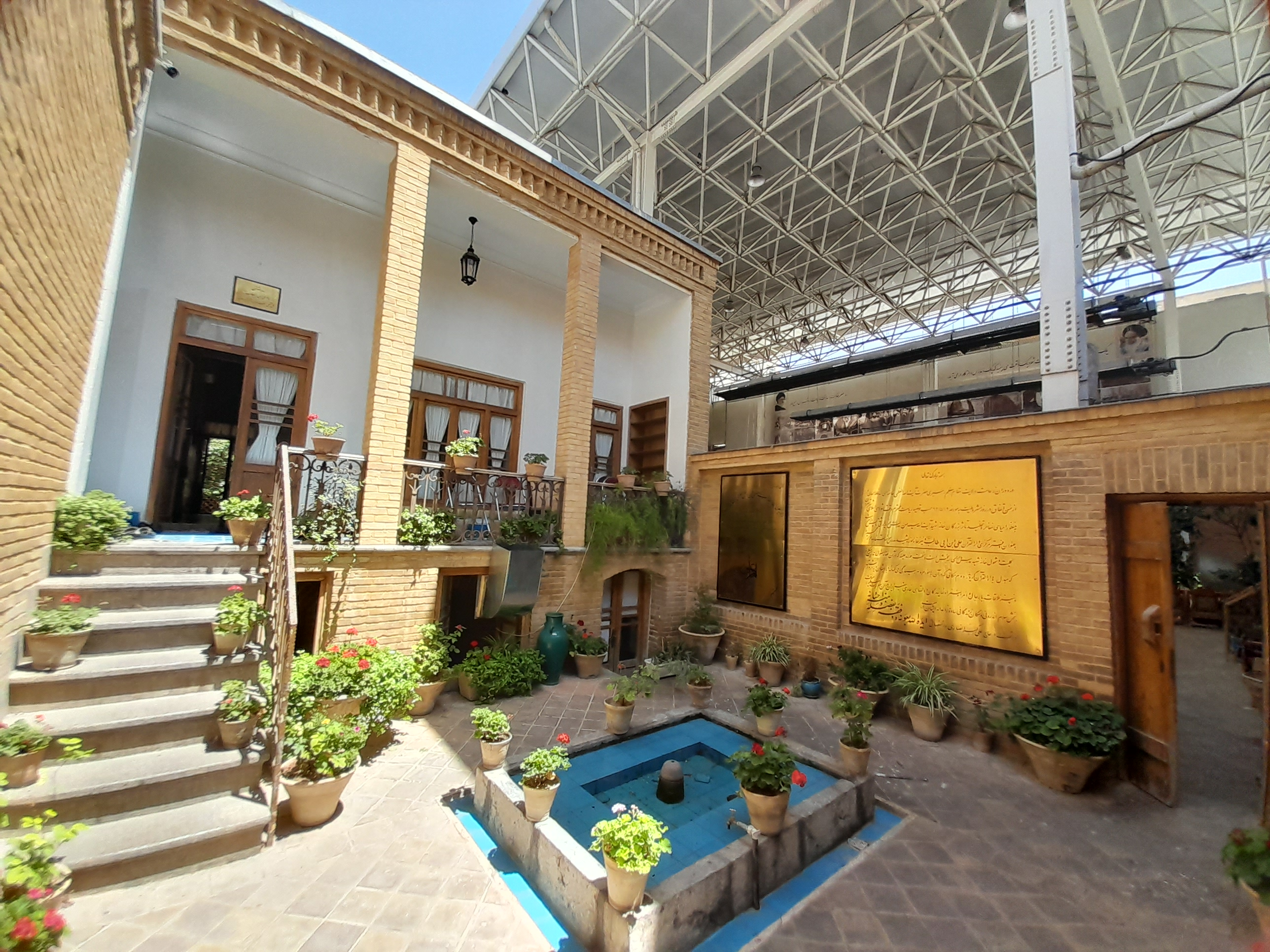
خانه سید حسن مدرس
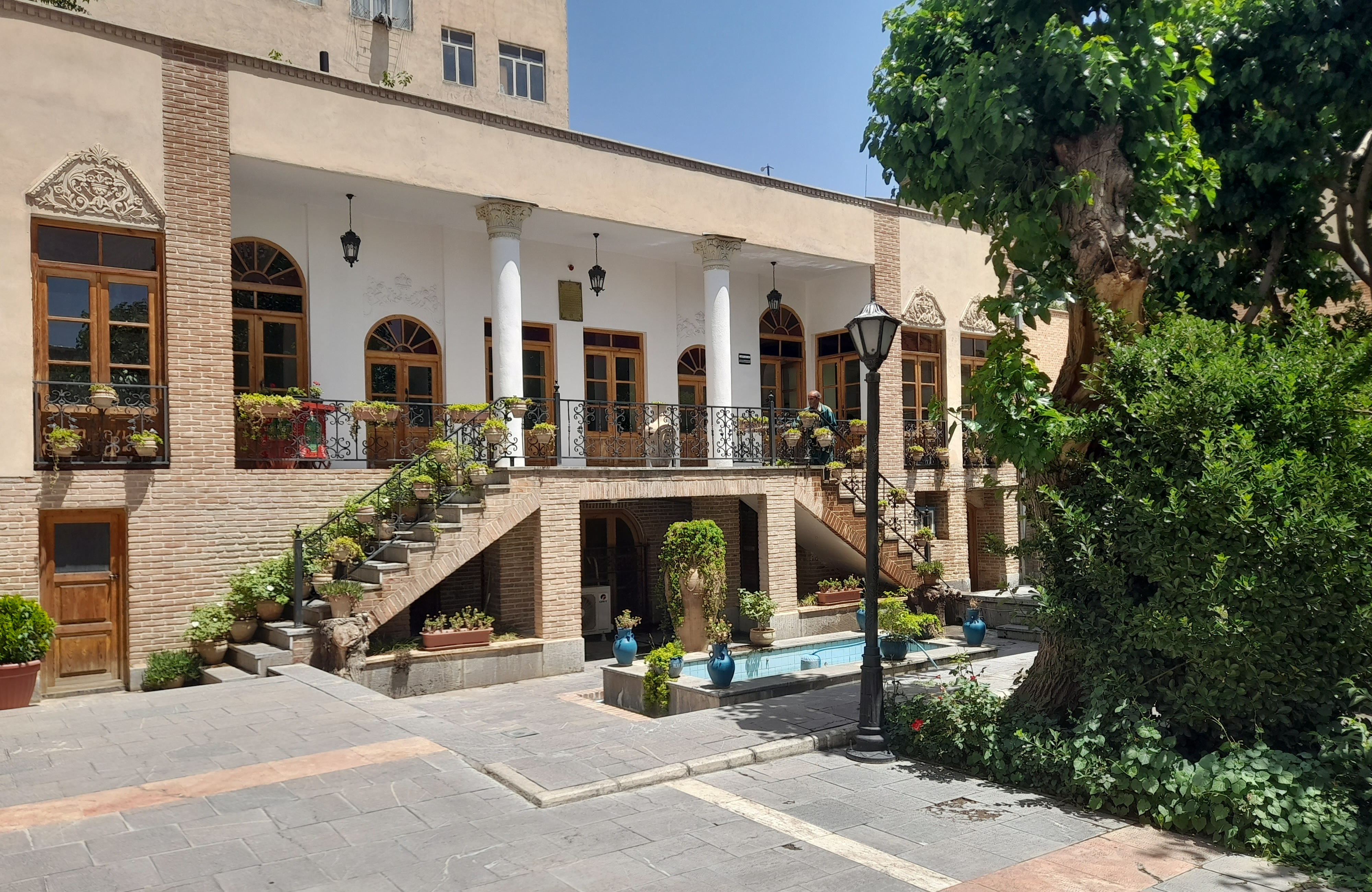
عمارت دبیرالمُلک که متعلق به محمدحسین دبیرالملک فراهانی از دولتمردان عهد قاجار بوده و اکنون درهای آن به روی عموم باز است
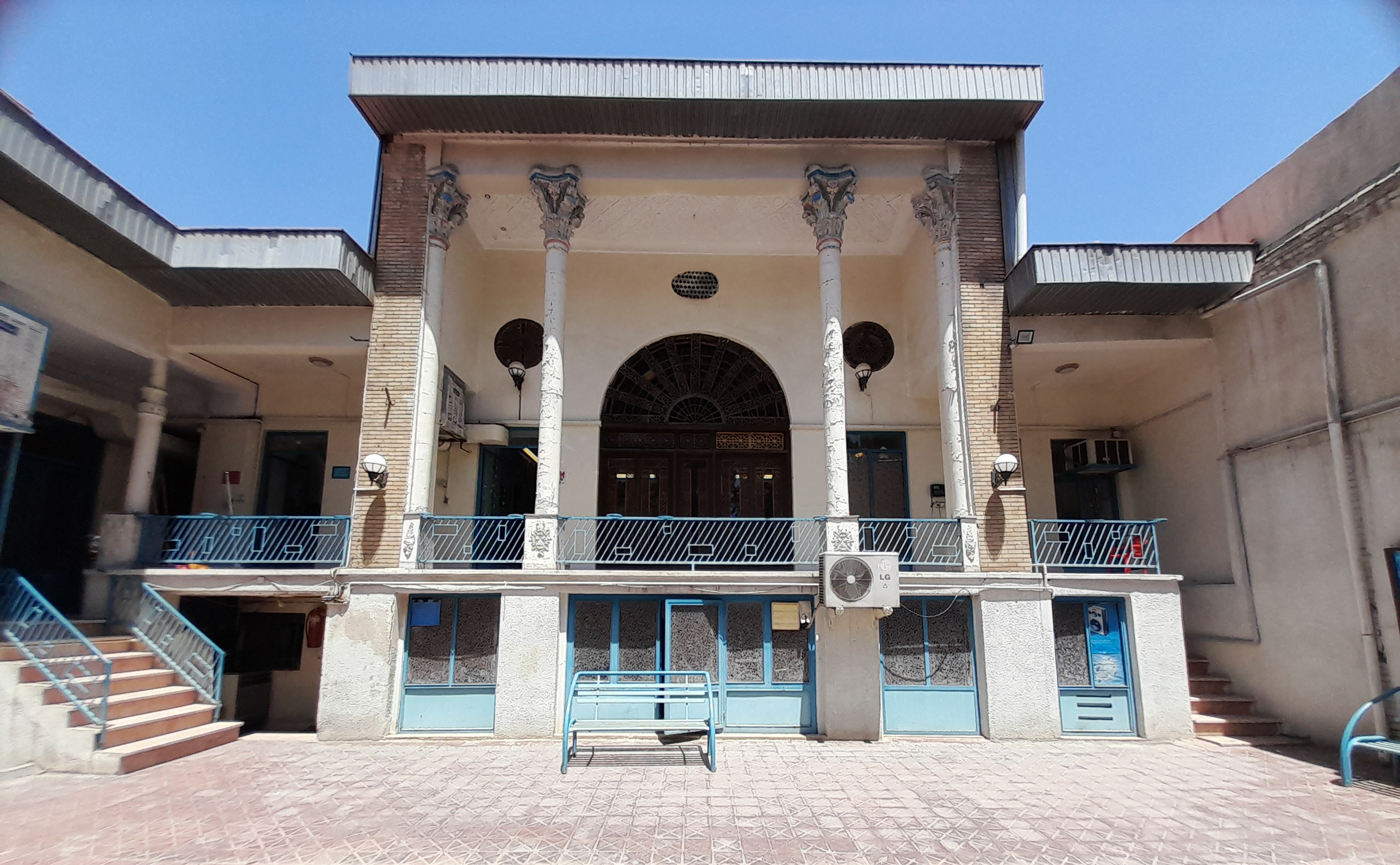
خانهٔ تاریخی مهرانگیز کامبیز فرزند حاجی خان کامبیز که این منزل را از پدر خود به ارث برد و بعدها آنرا به میراث فرهنگی واگذار کرد که لوکیشن فیلمبرداری سریال پدرسالار بوده است و اکنون "خانهٔ فرهنگ محلهٔ امامزاده یحیی" نام دارد.
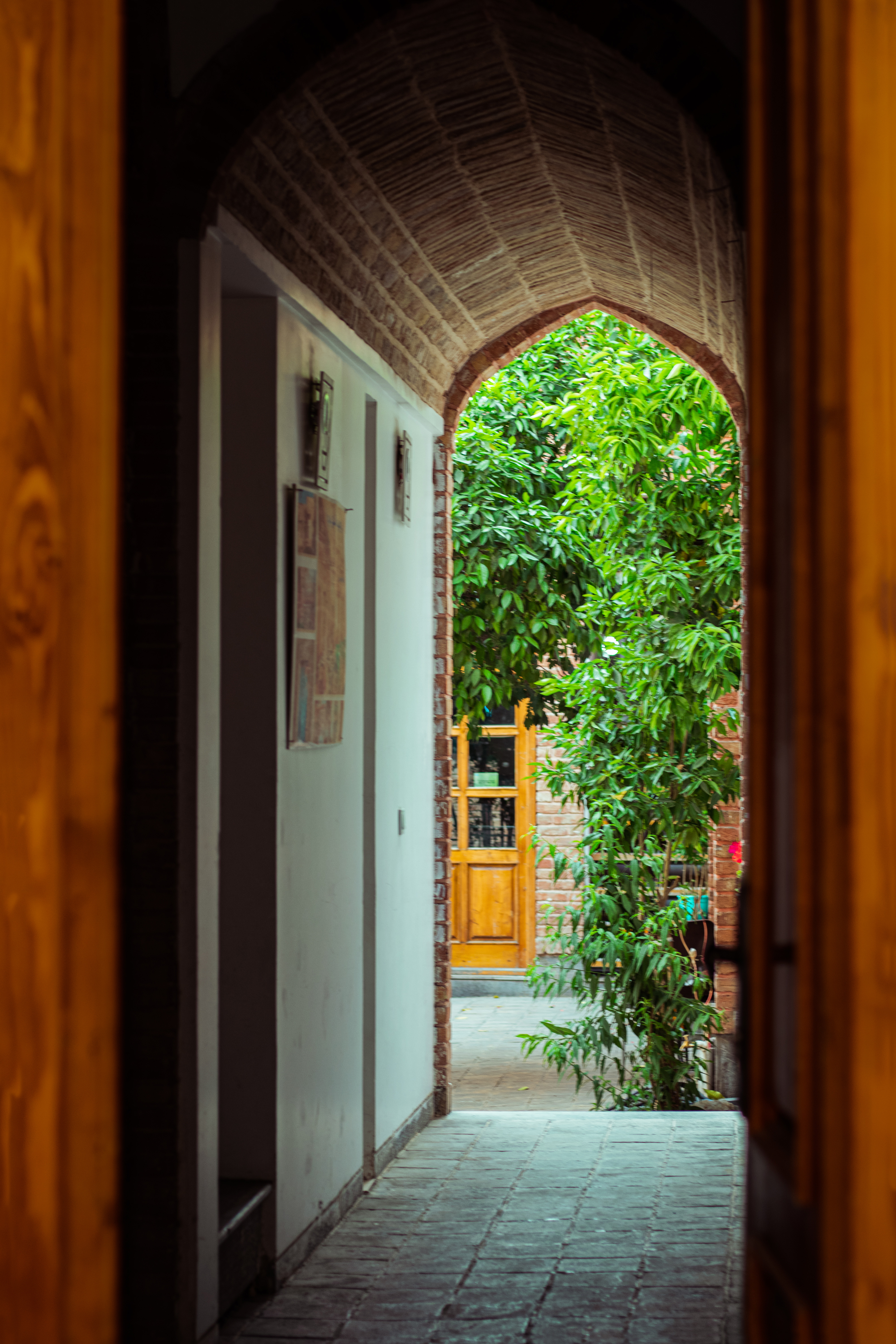
خانه تاریخی اردیبهشت در عودلاجان
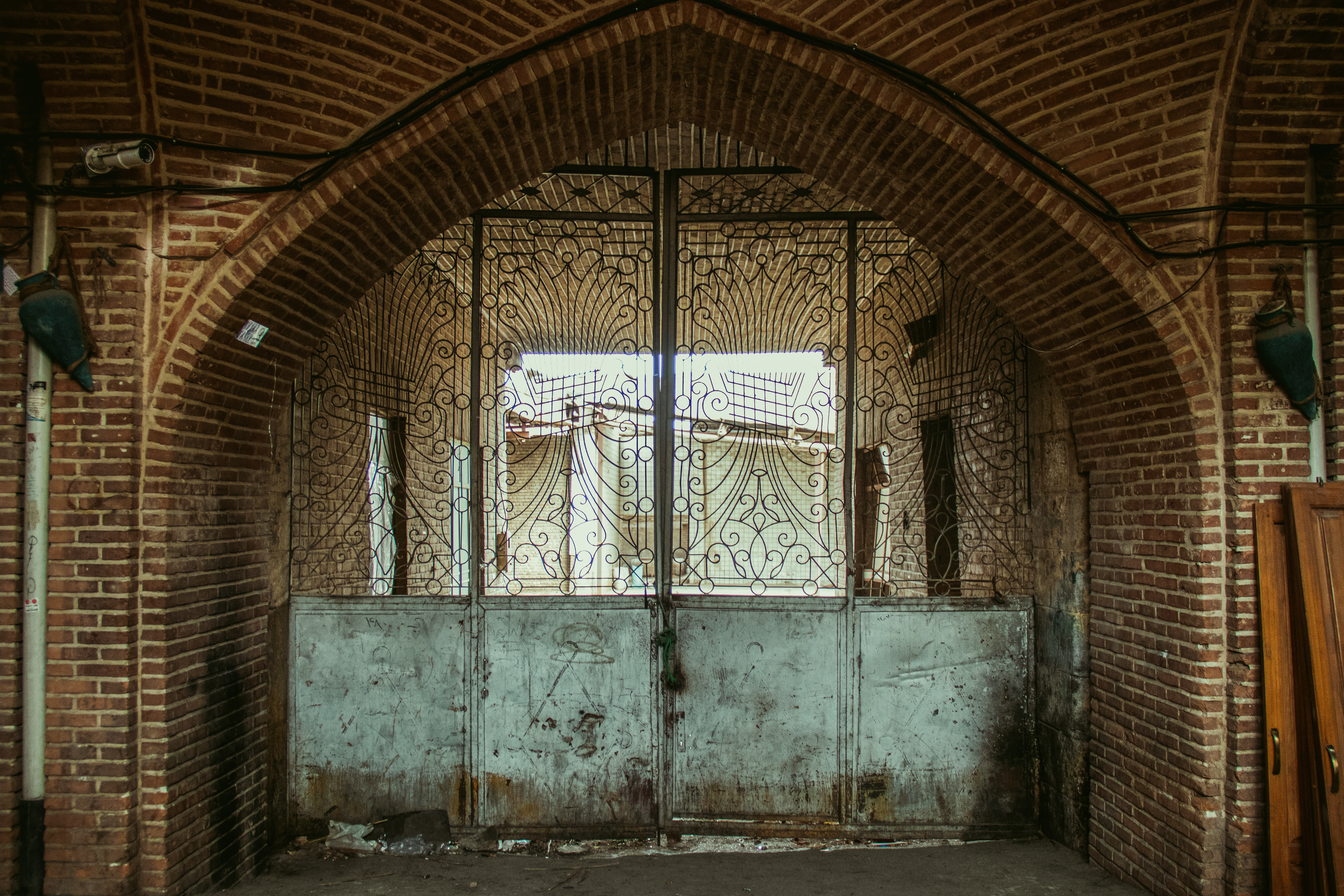
بازار قدیمی عودلاجان
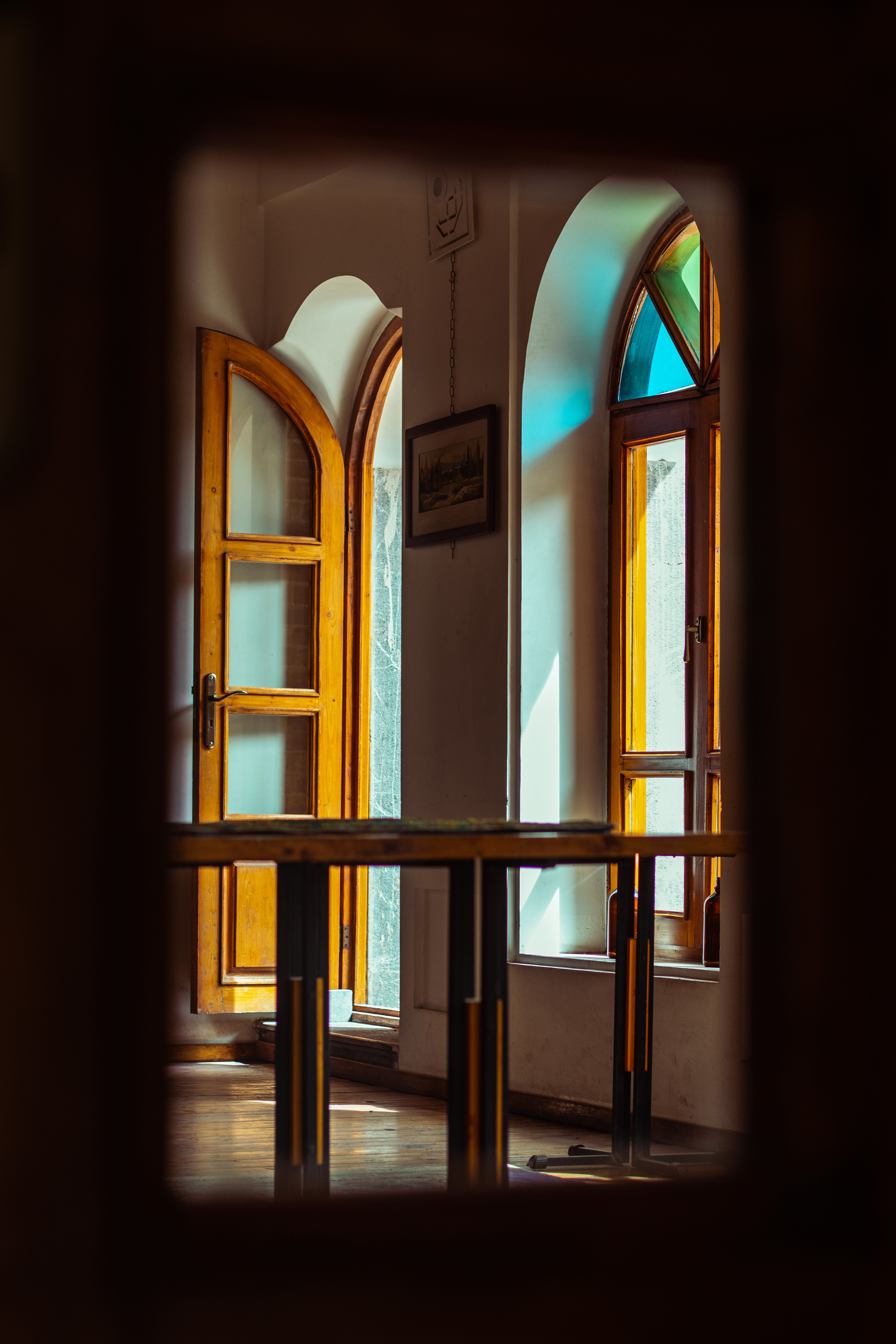
خانه تاریخی اردیبهشت
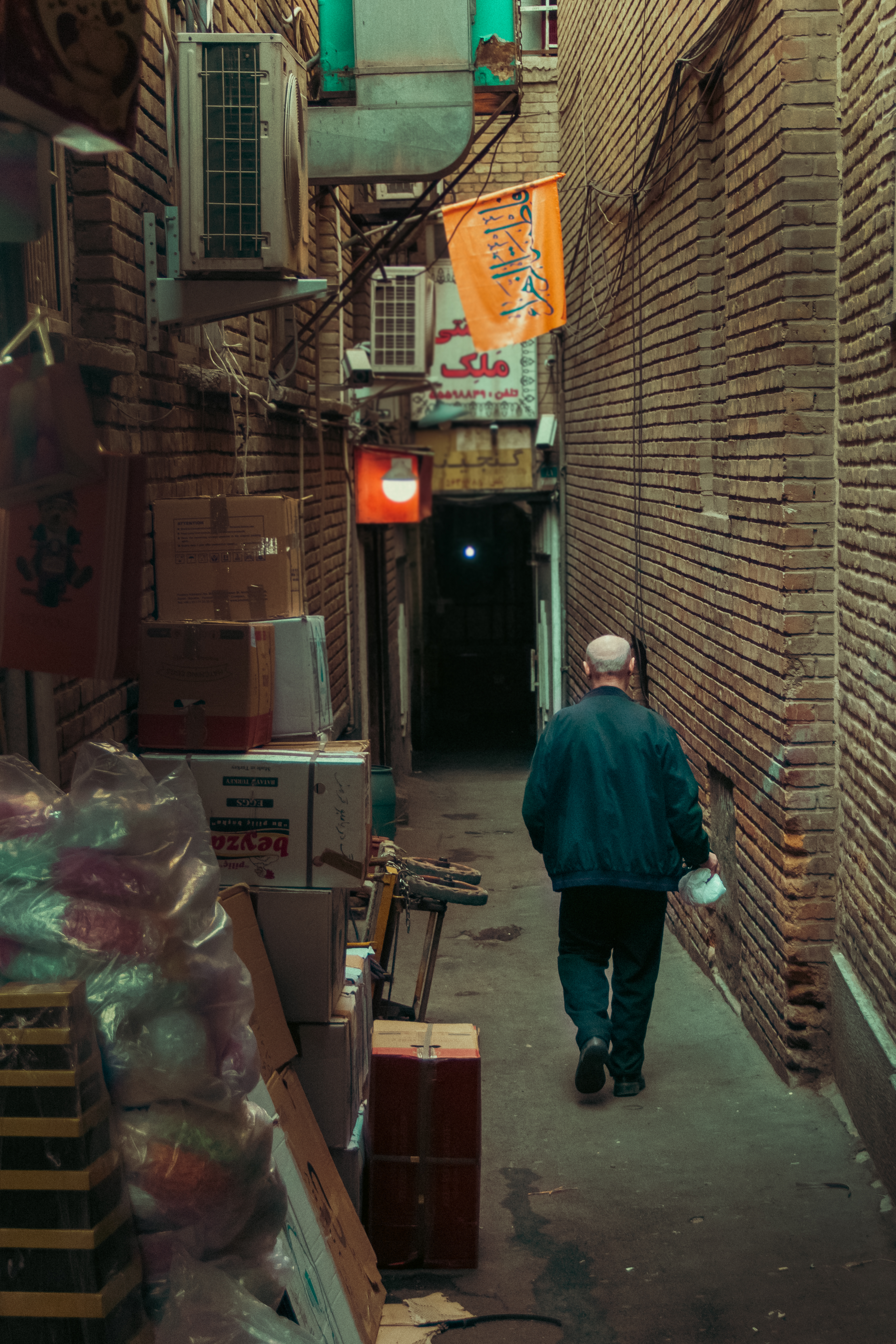
کوچه و بازار قدیمی عودلاجان